# Dühovni Áldovi
Dühovni Áldovi, tudi Dühovni Áldov (Duševni blagoslovi), je molitvenik v prekmurščini iz 1829, ki je bil sestavljen za evangeličanske Slovence v Slovenski krajini na Ogrskem. Avtor je Juri Cipot, ki je bil v tem času pastor na Hodošu.

## O knjigi
Cipot je za vire uporabil Knigo molitveno avtorja Mikloša Küzmiča, Nouvi Zákon Štefana Küzmiča, Nouvi Gráduval Mihaela Bakoša in Krscsanszke nôve peszmene knige pisca Mihaela Barle. Prekmurski evangeličanski pisatelji so lahko pri bogoslužju poslušali Nouvi Zákon in prepevali pesmi Nouvega Gráduvala ter Krscsanszkih nôvih peszmenih knig, medtem ko so si ob bedenju pri umrlih pomagali s Sijartovimi Mrtvecsnimi peszmimi in molitvenikom Molitvi na ſztári ſzlovenſzki jezik. Imeli so še mnogo drugih katekizmov in učbenikov. Cipot je morda popisal najbolj bistvene molitve iz teh navedenih virov, da bi bile dostopne v eni knjigi, ki ima praktičen format. Cipotov molitvenik je bil še nekajkrat ponatisnjen in je tako pomembno delo v prekmurski književnosti.

## Poznejši ponatisi
- Dühovni Áldovi ali molitvene knige Krszcseníkom na szrdcza i dúse opravo i obeszeljávanje vu tú'zni 'zitka vöraj Szprávlene po Czipott Gyürji Evangelitsánszke Hodoske Fare Dühovniki V-Szombatheli z-Perger Ferentza píszkmi (Sombotel, 1829)
- Dühovni Áldovi ali molitvene knige Krszcseníkom na szrdcz ai dúse opravo i obeszeljávanye vu tú'zni 'zitka vöraj. Szprávlene po Czipott Gyürji, evangelitsánszke Hodoske fare dühovniki. (Murska Sobota, 1889)
- Dühovni Áldov ali molitvene knige Krszcseníkom na szrdcz ali düse ôpravo i obeszeljávanjye vu tú'zni z'itka vöraj. (1901)
- Dűhovni Áldov ali molitvene knige Krsztseníkom na szrdc ali dűse oupravo i obeszeljávanye vu túzsni zsitka vöraj. Stampane v „Prekmurszkoj Stampariji” v Murszkoj Szoboti, 1922. (Murska Sobota, 1922)

- 1889
- 1901
- 1912
- 1922